# Diocèse de Kayes
Le diocèse de Kayes a été établi le 6 juillet 1963 en remplacement de la préfecture apostolique de Kayes créée le 12 juin 1947. Il relève de l’archidiocèse de Bamako.

## Histoire
La préfecture apostolique de Kayes est issue du démembrement du vicariat apostolique de Bamako, le 12 juin 1947.

## Liste des évêques de Kayes
- 7 novembre 1947- 11 juillet 1978 : Étienne-Marie-Félix Courtois M.Afr.
- 12 septembre 1978 - 2013 : Joseph Dao (de)
- Depuis le 11 mai 2013 : Jonas Dembélé[1]

## Paroisses
En 2014, le diocèse compte 7 paroisses, il compte 8 paroisses de 2003 à 2007 qui sont :
- Notre Dame du Rosaire de Kita (1888)
- Cathédrale de l’Immaculée Conception de Kayes (1892)
- Notre Dame de la Merci de Kakoulou (1897)
- Cœur Immaculé de Marie de Guené-Goré (1950)
- Notre Dame de l’Assomption de Sagabari (1953)
- Notre Dame d’Afrique de Kassama (1959)
- Notre Dame de Fatima de Nioro du Sahel (1960)
- Notre Dame de l’Annonciation de Mahina (1968)